# Húsars kommun
Húsars kommun (färöiska: Húsa kommuna) var en kommun på Färöarna, belägen på ön Kalsoy. Kommunen omfattade förutom centralorten Húsar även Syðradalur och hade vid folkräkningen 2015 totalt 43 invånare. 2017 slogs kommunen ihop med Klaksvíks kommun.

## Befolkningsutveckling
| Befolkningsutvecklingen i Húsars kommun 1985–2015 | Befolkningsutvecklingen i Húsars kommun 1985–2015 | Befolkningsutvecklingen i Húsars kommun 1985–2015 | Befolkningsutvecklingen i Húsars kommun 1985–2015 | Befolkningsutvecklingen i Húsars kommun 1985–2015 |
| ------------------------------------------------- | ------------------------------------------------- | ------------------------------------------------- | ------------------------------------------------- | ------------------------------------------------- |
|                                                   |                                                   |                                                   |                                                   |                                                   |
| År                                                |                                                   |                                                   | Folkmängd                                         |                                                   |
| 1985                                              | 1985                                              |                                                   | 51                                                |                                                   |
| 1990                                              | 1990                                              |                                                   | 52                                                |                                                   |
| 1995                                              | 1995                                              |                                                   | 53                                                |                                                   |
| 2000                                              | 2000                                              |                                                   | 60                                                |                                                   |
| 2005                                              | 2005                                              |                                                   | 59                                                |                                                   |
| 2010                                              | 2010                                              |                                                   | 56                                                |                                                   |
| 2015                                              | 2015                                              |                                                   | 43                                                |                                                   |
|                                                   |                                                   |                                                   |                                                   |                                                   |